# Ali Murade Cã
Ali Murade Cã Zande escutarⓘ (c. - 1785) foi o sexto xá da Dinastia Zande, reinando de 15 de março de 1781 até 11 de fevereiro de 1785.

## Vida

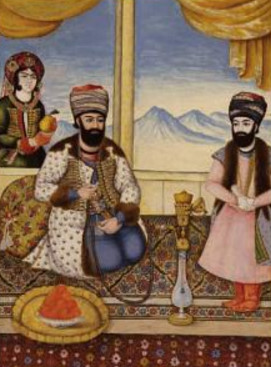
O rei Ali Murade Cã Zande (no centro), na sua corte em companhia de uma princesa sem nome (esquerda) e seu filho: Príncipe Saíde Murade Cã (direita)

Depois da morte de Carim Cã Zande, Aga Maomé Cã que era um cativo dos Zande, com o objetivo de evitar uma guerra entre as tribos cajares do nordeste da Pérsia e os Zandes, deixou de servi-los. Consequentemente, ele tomou o controle de sua tribo em Gurgã, e declarou independência do Xá Zande. Antes disso, Zaqui Cã deixou o exército persa sob o controle de seu sobrinho, Ali Murade Cã contra o lorde Cajar.
Foi dado a Ali Murade Cã o poder de destruir as tribos cajares no norte, mas ele traiu Abulfate Cã, e o deixou sem defesas na capital para ser destituído por Sadique Cã. Ali Murade capturou Ispaã. Deixou altos impostos para a população, e torturou quem se recusasse a paga-las. Finalmente em 14 de março de 1781, ele capturou Xiraz, e prendeu Sadique Cã, e assumiu o trono. Ele então governou até 1785, quando foi deposto pelo filho de Sadique, Jafar Cã.